# Hans Henken
Hans Henken est un skipper américain né le 4 juin 1992 à Laguna Beach, en Californie. Il a remporté avec Ian Barrows la médaille de bronze du 49er aux Jeux olympiques d'été de 2024, organisés à Paris.